# Corey Cadby
Corey Cadby (Devonport, 18 maart 1995) is een Australisch professioneel darter, bijgenaamd The King. Hij won in 2016 het Youth World Championship bij de PDC. In 2018 haalde hij de finale van de UK Open bij de PDC. Deze verloor hij van Gary Anderson. 
Cadby leed in 2019 aan een ernstige depressie, en besloot aan het einde van 2019 dan ook zijn tourcard in te leveren, en even een pauze te houden in zijn carrière.
In 2022 keerde Cadby terug in de dartwereld door bij de WDF aan twee toernooien mee te doen: hij haalde de halve finale van de WDF Van Diemen Classic, en de kwartfinale van de WDF Tasmanian Dart Classic.
In 2023 won Cadby zijn PDC Tourcard weer terug door op de tweede dag van EU Q-School de finale te halen en deze te winnen van Karel Sedláček. Cadby speelde vervolgens echter geen enkel PDC-toernooi in 2023, waarna de PDC besloot om zijn tourcard weer in te nemen.

## Resultaten op Wereldkampioenschappen

### PDC
- 2017: Laatste 64 (verloren van Joe Cullen met 1-3)

### PDC World Youth Champions
- 2016: Winnaar (gewonnen in de finale van Berry van Peer met 6-2)
- 2017: Halve finale (verloren van Josh Payne met 3-6)